# Fantine Lesaffre

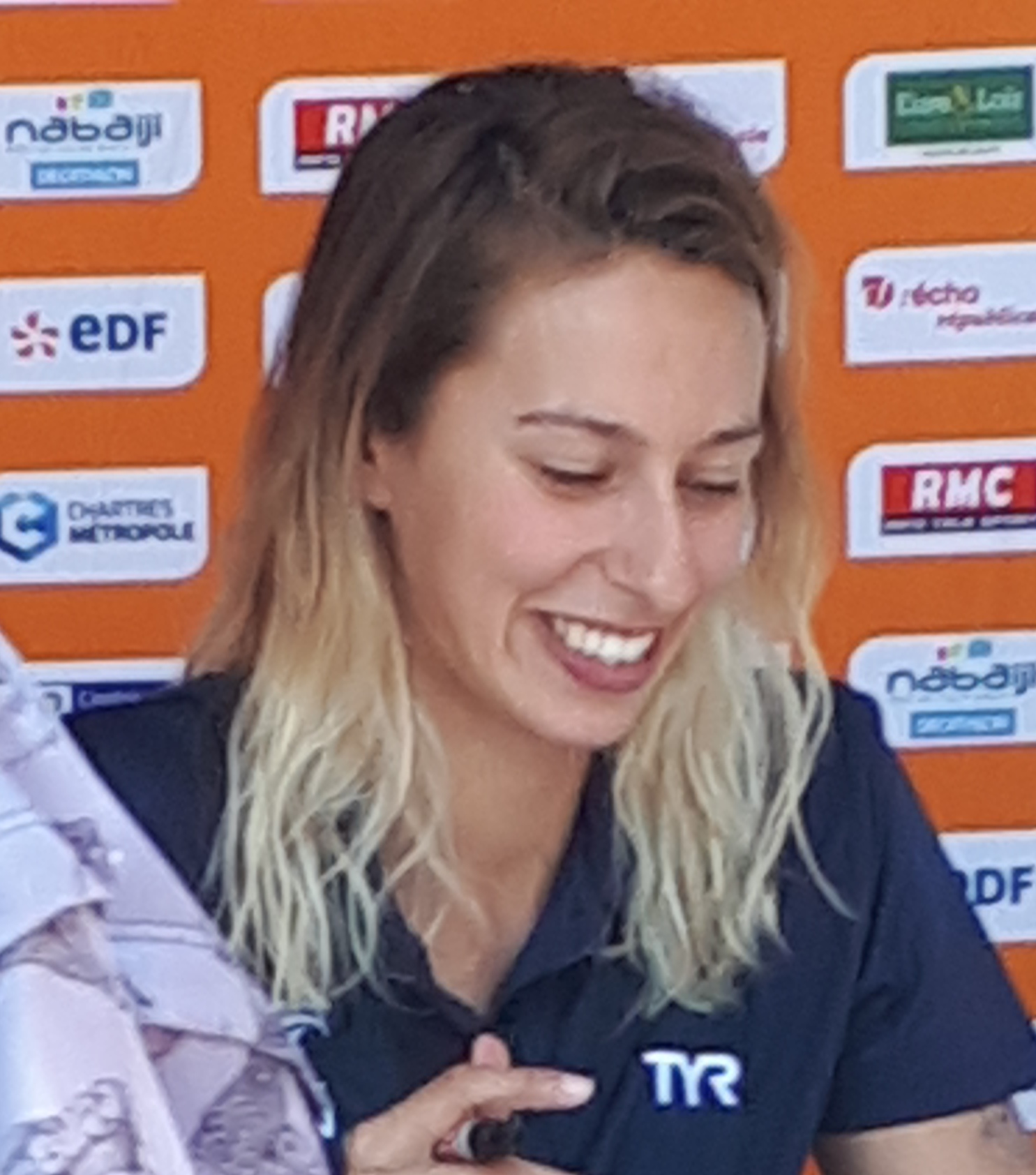
Fantine Lesaffre (2018)

Fantine Lesaffre (* 10. November 1994 in Roubaix) ist eine ehemalige französische Schwimmerin, die bei Weltmeisterschaften auf der 25-Meter-Bahn eine Bronzemedaille gewann. Bei Europameisterschaften erschwamm sie eine Goldmedaille auf der 50 Meter-Bahn sowie einmal Bronze auf der 25-Meter-Bahn. Bei Mittelmeerspielen erhielt sie eine Bronzemedaille.

## Sportliche Karriere
Die 1,80 Meter große Fantine Lesaffre schwamm für Mulhouse Olympic Natation. Ihr Vater Bruno Lesaffre nahm als Schwimmer an den Olympischen Spielen 1984 teil.
Im November 2012 gewann Fantine Lesaffre ihren ersten französischen Meistertitel, als sie bei den Kurzbahnmeisterschaften über 400 Meter Lagen siegte. 2013 bei den Mittelmeerspielen in Mersin erhielt Lesaffre eine Bronzemedaille für ihren Vorlaufeinsatz in der 4-mal-100-Meter-Lagenstaffel. Bei ihren Einzelstarts wurde Lesaffre Sechste über 200 Meter Rücken, Fünfte über 200 Meter Lagen und Vierte über 400 Meter Lagen. In den kommenden Jahren nahm sie zwar an vielen internationalen Meisterschaften teil, schied aber jeweils im Vorlauf aus. So wurde Lesaffre bei den Olympischen Spielen 2016 in Rio de Janeiro 23. der Vorläufe über 400 Meter Lagen. Über 200 Meter Lagen wurde sie 30. unter 39 Vorlaufteilnehmerinnen.
Der internationale Durchbruch gelang Lesaffre bei den Kurzbahneuropameisterschaften 2017 in Kopenhagen. Über 400 Meter Lagen erschwamm sie die Bronzemedaille hinter der Ungarin Katinka Hosszú und ihrer französischen Landsfrau Lara Grangeon. Über 200 Meter Lagen schlug Lesaffre als Fünfte an. Im August 2018 bei den Europameisterschaften in Glasgow gewann Lesaffre den Titel über 400 Meter Lagen mit fast einer Sekunde Vorsprung vor der Italienerin Ilaria Cusinato. Über 200 Meter Lagen wurde sie Fünfte mit 0,88 Sekunden Rückstand auf die Medaillenränge. Im Dezember 2018 bei den Kurzbahnweltmeisterschaften in Hangzhou siegte Katinka Hosszú über 400 Meter Lagen vor Melanie Margalis aus den Vereinigten Staaten. Dahinter erkämpfte Lesaffre die Bronzemedaille vor Cusinato. Über 200 Meter Lagen schied Lesaffre als Zehnte der Vorläufe aus. 2019 erreichte Lesaffre bei den Weltmeisterschaften in Gwangju das Finale über 400 Meter Lagen und belegte als drittbeste Europäerin den achten Platz.
Nach der Zwangspause wegen der COVID-19-Pandemie wurden die Olympischen Spiele in Tokio erst 2021 ausgetragen. Über 400 Meter Lagen schwamm Lesaffre die 13. Vorlaufzeit. Über 200 Meter Lagen wurde sie in den Vorläufen 21. unter 27 Teilnehmerinnen. 2023 nahm Lesaffre an den Weltmeisterschaften in Fukuoka teil, schied aber auf beiden Lagenstrecken in den Vorläufen aus.